# Profil perdu

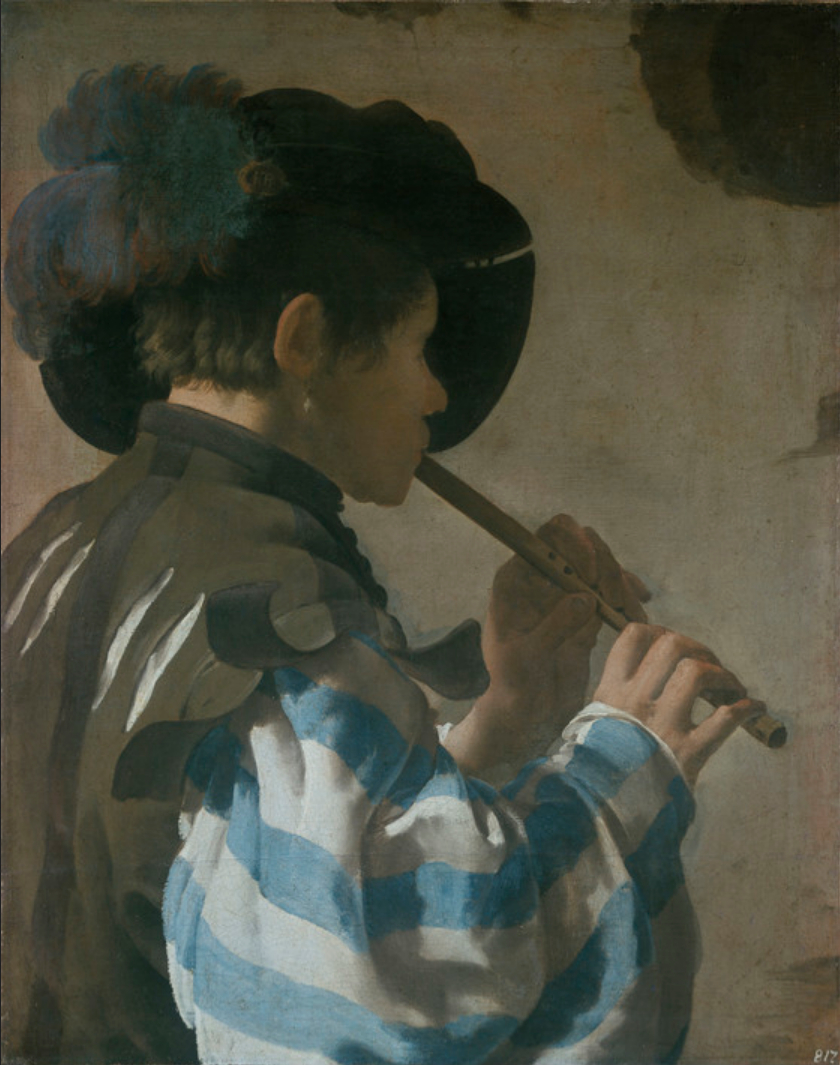
Joueur de fifre, peinture de Hendrick ter Brugghen, 1621 (Staatliche Museen, Cassel).

En peinture, en photographie, dans les arts visuels en général, on appelle profil perdu une vue de trois-quarts dos, dans laquelle la tête cache une partie des traits du sujet ; au XIXe siècle on trouve encore profil fuyant.
Apelle de Cos est considéré comme un des premiers peintres ayant réalisé ce type de portrait[réf. souhaitée].
L'expression profil perdu est attestée au début du XIXe siècle. Profil fuyant, attesté en 1832, a un aspect plus technique par l'association avec la perspective et son point de fuite. Le poème de Théophile Gautier Le Profil perdu, stances sur une aquarelle de la princesse M***, publié en 1865, exprime l'effet expressif qu'il trouve à une représentation qui évite les éléments qui font reconnaître une personne avec le plus d'évidence. Le profil perdu, en montrant la figure sans que celle-ci soit en position de voir l'artiste ou le spectateur, souligne une convention ancienne qui veut que le sujet soit surpris, sans participer activement à la pose.

## Galerie

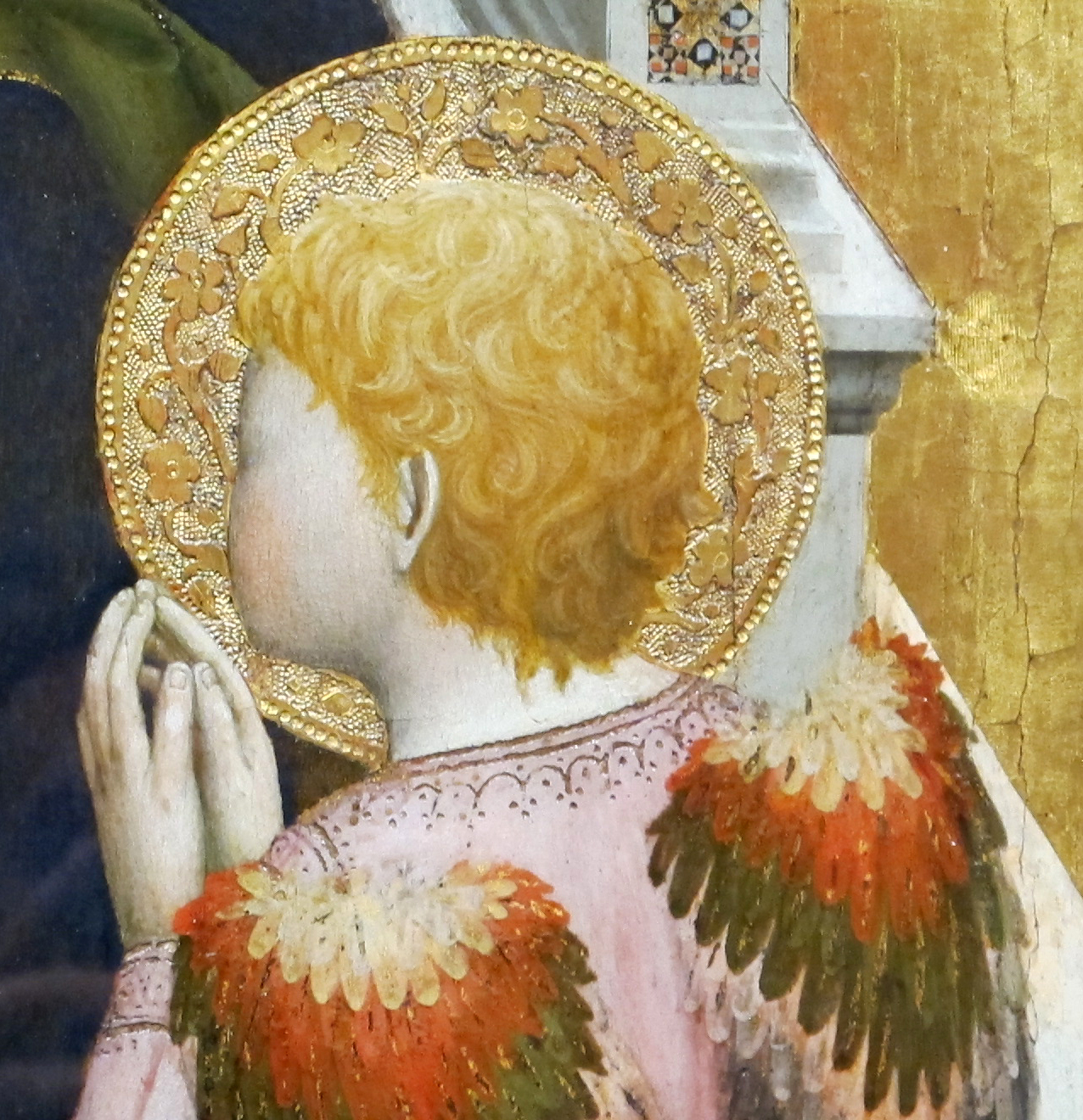
Triptyque de saint Juvénal (détail), par Masaccio, 1422
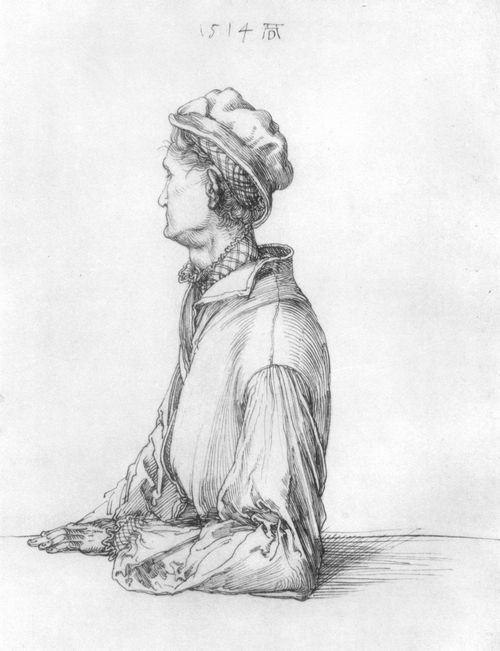
Portrait d'Endres Dürer par Albrecht Dürer, 1514
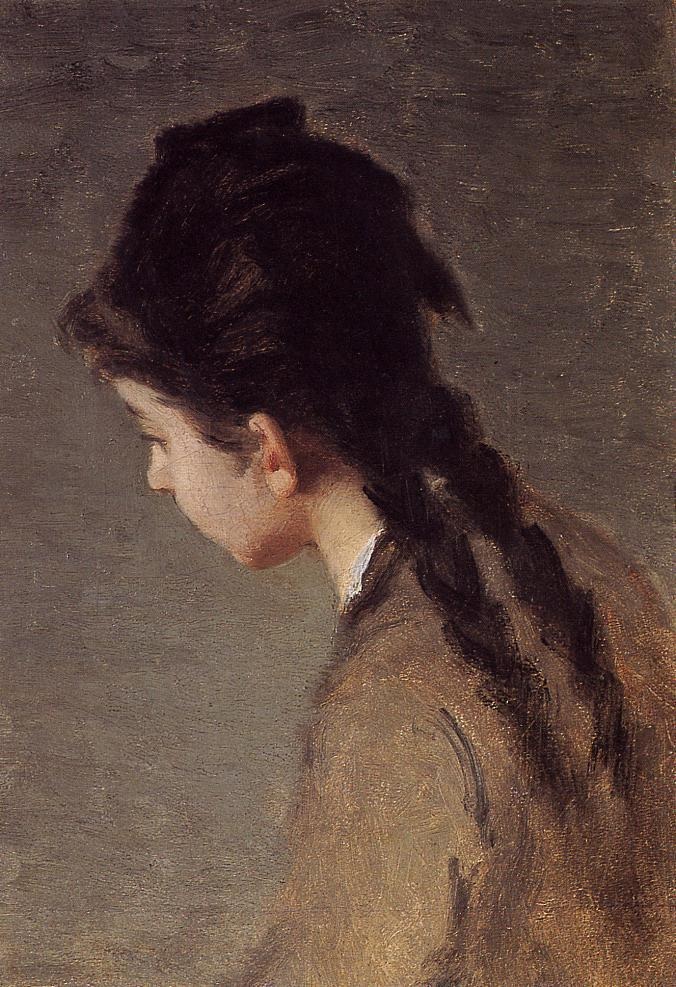
Portrait de Jeanne Gonzalès par Eva Gonzalès
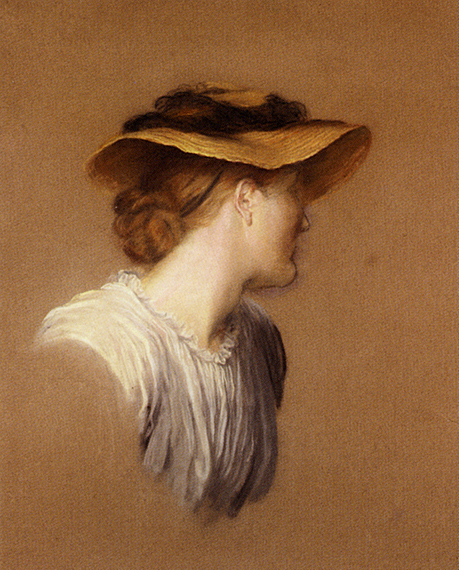
Portrait de Mary, par George Frederic Watts, v. 1880

## Littérature
Les connotations de l'expression ont inspiré le titre de Un profil perdu, un roman de Françoise Sagan paru en 1974.